# Lazarus Fuchs

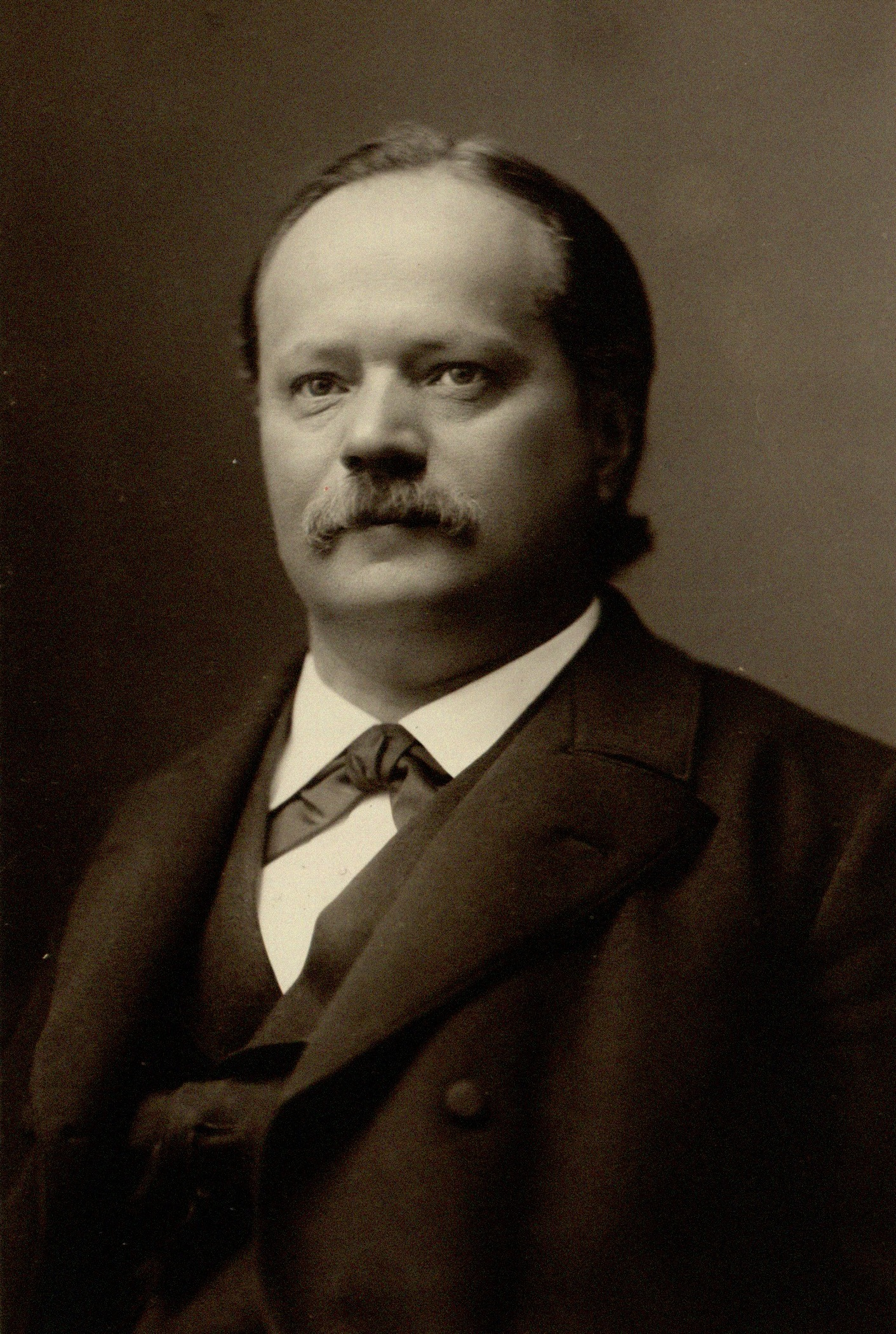
Lazarus Fuchs

Immanuel Lazarus Fuchs (* 5. Mai 1833 in Moschin, Provinz Posen; † 26. April 1902 in Berlin) war ein deutscher Mathematiker.

## Leben
Fuchs studierte ab dem Sommersemester 1854 Mathematik an der Universität Berlin, u. a. bei Ernst Eduard Kummer und Karl Weierstraß, und wurde am 2. August 1858 bei Weierstraß promoviert. Am 19. März 1859 legte er die Prüfung für das höhere Lehramt ab. Er war ab 1860 als Hilfslehrer und vom 26. März 1864 bis zum 23. Mai 1867 als Lehrer in Berlin tätig, u. a. an der Friedrichs-Werderschen Gewerbeschule.

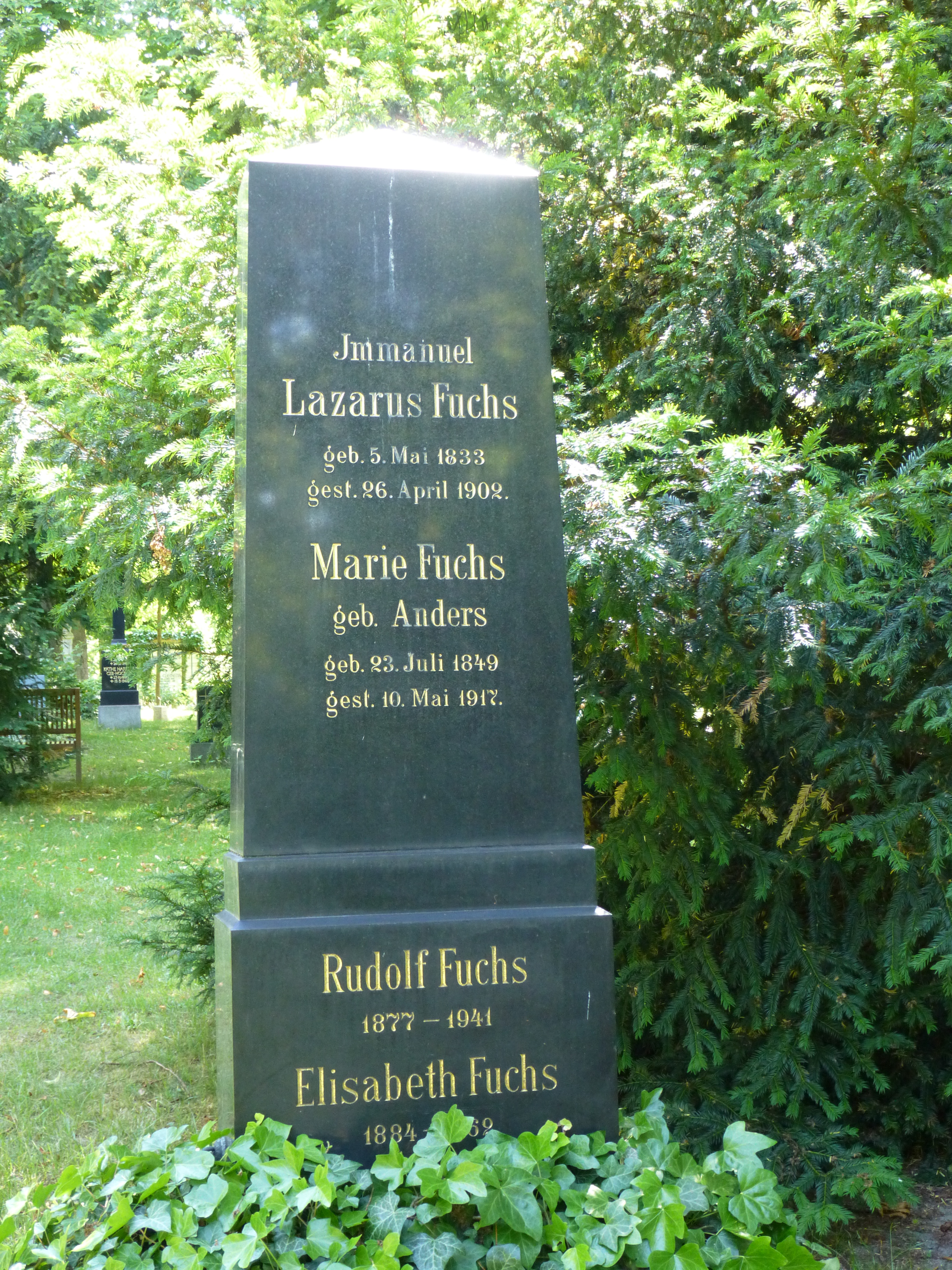
Alter St.-Matthäus-Kirchhof Berlin, Grabstätte Lazarus Fuchs

Im August 1865 habilitierte er sich an der Universität Berlin und wurde am 7. Dezember 1866 zum außerordentlichen Professor berufen. Ab dem 23. Mai 1867 war er auch Lehrer an der Artillerie- und Ingenieurschule Berlin.
Am 3. Februar 1869 wurde Fuchs ordentlicher Professor an der Universität Greifswald. Ab dem 22. März 1869 war er gleichzeitig Dozent an der Landwirtschaftlichen Akademie Eldena.
Am 23. Januar 1874 wurde er ordentlicher Professor an der Universität Göttingen.
Am 8. Januar 1875 wurde er als Nachfolger von Leo Koenigsberger ordentlicher Professor an der Universität Heidelberg und Mitdirektor des Mathematisch-Physikalischen Seminars.
Im Sommersemester 1884 kehrte er als Nachfolger von Ernst Kummer als ordentlicher Professor an die Universität Berlin zurück, wo er bis 1891 zusammen mit Leopold Kronecker das Mathematische Seminar leitete. 1899 war er Rektor der Berliner Universität.
Fuchs starb am 26. April 1902 in Berlin. Er wurde in Schöneberg auf dem St.-Matthäus-Kirchhof bestattet. Das ehemalige Ehrengrab der Stadt Berlin befindet sich im Feld H.
Sein Sohn Richard Fuchs und sein Schwiegersohn Ludwig Schlesinger waren ebenfalls Mathematiker.

## Wirken
Fuchs befasste sich mit den Gebieten Funktionentheorie, Differentialgeometrie und Variationsrechnung. Er behandelte vor allem algebraische und funktionentheoretische Probleme sowie besonders die Theorie der homogenen linearen Differentialgleichungen n-ter Ordnung im Komplexen mit analytischen Koeffizientenfunktionen (Fuchs’sche Differentialgleichungen).

## Mitgliedschaften/Ehrungen
- 1874 Mitglied der Akademie der Wissenschaften zu Göttingen
- 1883 Ritterkreuz 1. Klasse des Ordens vom Zähringer Löwen
- 1883 Mitglied der Leopoldina
- 1884 Mitglied der Königlich-Preußischen Akademie der Wissenschaften
- 1892 Mitglied der Königlichen Gesellschaft der Wissenschaften in Uppsala
- 1895 Korrespondierendes Mitglied der Russischen Akademie der Wissenschaften in Sankt Petersburg
- 1895 Korrespondierendes Mitglied der Académie des sciences
- 1898 Mitglied der Bayerischen Akademie der Wissenschaften
- 1898 Mitglied der Königlich Schwedischen Akademie der Wissenschaften

Der Asteroid (22497) Immanuelfuchs wurde nach ihm benannt.

## Schriften (Auswahl)
- De superficierum lineis curvaturae. Dissertation, Universität Berlin, 1858 (online).
- Zur Theorie der linearen Differentialgleichungen mit veränderlichen Coefficienten (= Jahresbericht über die Städtische Gewerbeschule. 1864/65, Beilage). Lange, Berlin 1865.
- Über Funktionen zweier Variabeln, welche durch Umkehrung der Integrale zweier gegebener Funktionen entstehen. Dieterich, Göttingen 1881.
- Zur Theorie der linearen Differentialgleichungen. In: Sitzungsberichte der Königlich Preußischen Akademie der Wissenschaften zu Berlin. 1888 (II), S. 1115–1126 und 1273–1290 (online); 1889 (II), S. 713–726 (online); 1890 (I), S. 21–38 (online).
- Gesammelte mathematische Werke. Hrsg. von Richard Fuchs und Ludwig Schlesinger. 3 Bände. Berlin 1904–1909 (online).